# ISS-Expeditie 47
ISS-Expeditie 47 is de zevenenveertigste missie naar het Internationaal ruimtestation ISS. De missie begon op 2 maart 2016 met het vertrekken van het Sojoez TMA-18M-ruimtevaartuig vanaf het ISS en eindigde op 18 juni 2016. 

## Bemanning
| Bevelhebber       | Timothy Kopra, NASA 2e ruimtevlucht     | Timothy Kopra, NASA 2e ruimtevlucht     |                                        |                                        |
| Flight Engineer 1 | Timothy Peake, ESA 1e ruimtevlucht      | Timothy Peake, ESA 1e ruimtevlucht      |                                        |                                        |
| Flight Engineer 2 | Joeri Malentsjenko, RSA 6e ruimtevlucht | Joeri Malentsjenko, RSA 6e ruimtevlucht |                                        |                                        |
| Flight Engineer 3 |                                         | Aleksej Ovtsjinin, RSA 1e ruimtevlucht  | Aleksej Ovtsjinin, RSA 1e ruimtevlucht | Aleksej Ovtsjinin, RSA 1e ruimtevlucht |
| Flight Engineer 4 |                                         | Oleg Skripotsjka, RSA 2e ruimtevlucht   | Oleg Skripotsjka, RSA 2e ruimtevlucht  | Oleg Skripotsjka, RSA 2e ruimtevlucht  |
| Flight Engineer 5 |                                         | Jeffrey Williams, NASA 4e ruimtevlucht  | Jeffrey Williams, NASA 4e ruimtevlucht | Jeffrey Williams, NASA 4e ruimtevlucht |